# 라스트 플래그 플라잉
《라스트 플래그 플라잉》(영어: Last Flag Flying)은 2017년 개봉한 미국의 전쟁 코미디 드라마 영화이다. 리처드 링클레이터가 연출하고, 대릴 포니선과 공동 각본을 썼다. 포니선의 동명 소설이 원작이다.
제55회 뉴욕 영화제 개막작으로 선정돼 2017년 9월 28일 상영되었으며, 2017년 11월 3일 미국에서 아마존 스튜디오와 라이언스게이트를 통해 개봉하였다.

## 출연
- 스티브 커렐 - 래리 "독" 셰퍼드 역
- 브라이언 크랜스턴 - 샐버토어 "샐" 닐런 역
- 로런스 피시번 - 리처드 뮬러 역
- J .퀸턴 존슨 - 찰리 워싱턴 역
- 시슬리 타이슨 - 하이타워 부인 역
- 디애나 리드포스터 - 루스 뮬러 역
- 율 바스케스 - 윌리츠 중령 역
- 케이트 이스턴 - 재키 역

## 기타 제작진
- 총괄 제작: 토머스 리 라이트
- 미술: 브루스 커티스
- 의상: 케리 퍼킨스